# Crollo del cavalcavia della metropolitana di Città del Messico
l crollo del cavalcavia della metropolitana di Città del Messico è un disastro avvenuto nella capitale messicana il 3 maggio 2021 alle 22:25 CDT, tra le stazioni Olivos e Tezonco. Le persone decedute nell'incidente ammontano a 26, mentre i feriti a 86.

## Antefatto

### Il sistema

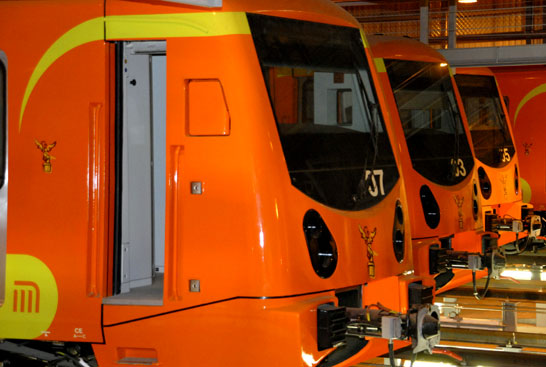
FE-10 No. 7 (davanti), il treno coinvolto

La metropolitana di Città del Messico, gestita dal Sistema de Transporte Colectivo (STC), è una delle più trafficate del mondo, con circa 4,5 milioni di passeggeri al giorno. Inaugurato nel 1969, è il secondo sistema metropolitano più grande delle Americhe dopo la metropolitana di New York. Prima del crollo, aveva mostrato segni di declino e c'erano preoccupazioni generali per l'intero sistema.

### Linea 12
La linea 12 (conosciuta anche come la linea d'oro), la cui costruzione è iniziata nel settembre 2008, è la linea più nuova del sistema della metropolitana. Fin dall'inizio del servizio, ha affrontato problemi con i treni sui tratti sopraelevati, che hanno costretto a ridurre la velocità per preoccupazioni di deragliamento. Diciassette mesi dopo, il tratto Atlalilco-Tláhuac, dove si trovano le stazioni di Tezonco e Olivos, è stato chiuso per 20 mesi per riparare difetti tecnici e strutturali.

## Crollo

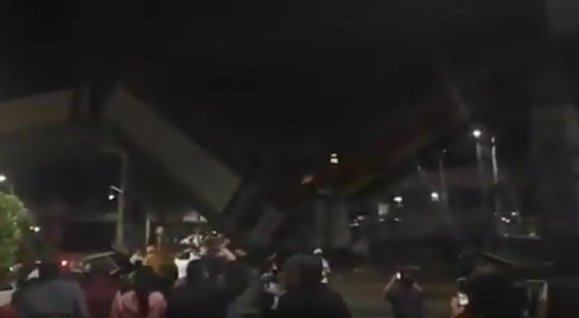
L'incidente pochi minuti dopo il crollo

Il 3 maggio 2021 alle 22:25 CDT, nel comune di Tláhuac,  un treno diretto a est stava passando sul cavalcavia sopraelevato tra le stazioni di Olivos e Tezonco. Circa 220 metri prima di raggiungere la stazione di Olivos, la sezione è crollata quando una trave che sosteneva i binari ha ceduto, facendo cadere gli ultimi due vagoni del treno.

## Postumi
Il sindaco di Città del Messico Claudia Sheinbaum ha delegato un'agenzia internazionale per eseguire la perizia sull'indagine sulla causa dell'incidente. La linea rimarrà chiusa mentre viene intrapresa un'indagine strutturale. Il governo federale ha dichiarato tre giorni di lutto nazionale.

### Proteste
Il giorno seguente, i manifestanti hanno vandalizzato diverse stazioni, rompendo i vetri delle piattaforme e scrivendo slogan come "Non è stato un incidente - è stata negligenza" sui muri delle stazioni. I dimostranti hanno marciato dalla stazione Periférico Oriente fino al luogo dell'incidente con striscioni che recitavano "Non è stato un incidente, i responsabili hanno nome e cognome" e "La corruzione uccide e i morti sono sempre le persone".